# Rondonia-Seidenäffchen

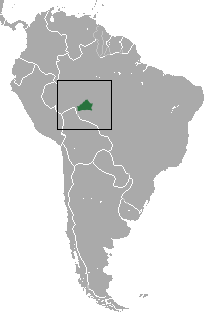
Verbreitung des Rondonia-Seidenäffchens

Das Rondonia-Seidenäffchen (Mico rondoni) ist ein im westlichen Brasilien, im Bundesstaat Rondônia vorkommender Vertreter der Krallenaffen (Callitrichidae). Die Art wurde erst 2010 beschrieben, nachdem die Tiere lange für Vertreter des Braunen Seidenäffchens (Mico emiliae) gehalten wurden. 

## Verbreitung
Das etwas mehr als 100.000 km² umfassende Verbreitungsgebiet wird im Westen vom Rio Mamoré, im Norden vom Rio Madeira und im Osten vom Rio Ji-Paraná begrenzt. Nach Süden, wo sich der Lebensraum des Schwarzschwanz-Seidenäffchens (Mico melanurus) anschließt, ist die Grenze des Verbreitungsgebietes weniger deutlich und fällt etwa mit dem Bergland Serra dos Pacaás Novos zusammen. Innerhalb dieses Verbreitungsgebiets ist das Vorkommen des Äffchens äußerst lückenhaft. Es scheint in allen Gegenden zu fehlen, in denen Saguinus fuscicollis weddelli, eine Unterart des Braunrückentamarins, vorkommt, wobei Saguinus fuscicollis weddelli insgesamt größere Areale des Verbreitungsgebiets besiedelt als das Rondonia-Seidenäffchen. Da Vertreter der Seidenäffchen westlich des Rio Mamoré und nördlich des Rio Madeira nicht mehr vorkommen, ist das Verbreitungsgebiet des Rondonia-Seidenäffchens das am weitesten nordwestlich gelegene Vorkommen der Gattung.

## Merkmale
Die für die Erstbeschreibung des Rondonia-Seidenäffchens untersuchten Exemplare hatten eine Kopf-Rumpf-Länge von 29 bis 24 cm und ein Gewicht von 250 bis 400 g. Dazu kommt noch ein 29,5 bis 33 cm langer Schwanz. Innerhalb der Seidenäffchen gehört das Rondonia-Seidenäffchens zur Artengruppe um das Silberäffchen (Mico argentatus) und besitzt, wie alle Vertreter der Gruppe ein zum größten Teil silbergraues Fell. Von anderen Angehörigen der Artengruppe unterscheidet es sich durch die schwärzlichen Haare auf dem Vorderkopf und den Gesichtsseiten, die in der Umgebung der nackten Ohren und des Nackens heller und weniger dicht werden. Die Kopfoberseite ist schwärzlich bis schwarzbraun, auf der Stirn zeigt sich ein deutlicher weißer Fleck. Der hintere Rückenabschnitt und die körpernahen Abschnitte der Beine sind graubraun. Die Farbe der Beine ändert sich dann graduell von graubraun über rotbraun auf dem Oberschenkel zu schwärzlich am Knöchel. Der Schwanz ist fast völlig schwarz, nur an seiner Basis rötlichbraun und an der Spitze hell.

## Lebensweise
Wie die Marmosetten sind Rondonia-Seidenäffchen dank der spezialisierten, meißelartigen Schneidezähne in der Lage, Löcher in Baumrinde zu nagen, um an Baumsäfte zu gelangen. Um den Milchsaft des Kautschukbaums und verwandter Arten verdauen zu können, ist ihr Verdauungssystem speziell angepasst und der Blinddarm komplex und vergrößert. Die Lebensweise und Ökologie des Rondonia-Seidenäffchens ist noch weitgehend unerforscht, entspricht wahrscheinlich aber der anderer Seidenäffchen.

## Gefährdung
Das Rondonia-Seidenäffchen ist relativ selten und fehlt in einem großen Teil seines möglichen Verbreitungsgebietes, das von umfangreicher Entwaldung betroffen ist. Es könnte die am stärksten vom Aussterben bedrohte Art der Gattung sein. Zurzeit liegen jedoch noch nicht genügend Daten für eine genauere Einschätzung der Gefährdung vor.